# Грандмастер (Marvel Comics)
Грандмастер (англ. Grandmaster), настоящее имя — Эн Дви Гаст (англ. En Dwi Gast) — персонаж комиксов, изданных Marvel Comics. Персонаж впервые появился в комиксе The Avengers #69.
Грандмастер является одним из вечных Старейшин Вселенной и освоил игры большинства цивилизаций, основанные на навыках и вероятностях. Джефф Голдблюм исполнил роль Грандмастера в фильме Кинематографической вселенной Marvel «Тор: Рагнарёк».

## История публикаций
Грандмастер впервые появился в комиксе The Avengers № 69 (октябрь 1969). Персонаж был создан сценаристом Роем Томасом и художником Салом Бускемой.

## Биография
Хотя его точное происхождение неизвестно, Грандмастер является одним из самых древних существ во вселенной, а также является одним из первых представителей разумной расы, развивавшихся после Большого взрыва. Он когда-то обладал Камнем Разума, одним из шести Камней Бесконечности, но потерял его у Таноса. Он является космическим игроком, который предпочитает игру связанную с двумя противоположными командами друг против друга. Он использовал Зловещий Эскадрон, Сорвиголову, Защитников, Мстителей Восточного и Западного побережья, Ультрасилу из вселенной Malibu Comics и Лигу Справедливости Америки из вселенной DC Comics.
В своём первом появлении Грандмастер сыграл в игру против Канга Завоевателя за право воскресить Равонну или уничтожить планету Канга, используя в качестве пешек Мстителей и Зловещий Эскадрон. Однако усилия Канга потерпели неудачу из-за вмешательства Чёрного рыцаря, означающего, что Мстители технически не выиграли битву, в результате чего Канг пожертвовал правом воскресить Равонну за право убивать Мстителей.
Грандмастер позже бросил вызов Смерти, с правом воскресить его товарища Коллекционера в качестве приза. Большая коллекция героев Земли использовалась в качестве пешек; Грандмастер пообещал, что, если он выиграет, то он больше никогда не будет использовать героев Земли в качестве своих пешек. Грандмастер победил, но Смерть сказала, что для того, чтобы Коллекционер вернулся к жизни, взамен нужно пожертвовать жизнью кого-то другого. Тем не менее, Грандмастер считал, что игра будет неполной, если не использовать силу, отмечая: «Никогда, в тысячах игр на тысячу миров, я не брошу стол до того, как игра закончится!» Смерть предложила вместо этого использовать жизни героев, но, не желая нарушать его обещание никогда больше не манипулировать ими, он вместо этого пожертвовал своей жизнью, чтобы воскресить Коллекционера.
Грандмастер вернулся из-за пределов своей могилы, чтобы покарать Мстителей Восточного и Западного побережья во время одной из своих ежегодных игр, полагая, что, так как он был мертв, он был свободен от своей клятвы оставить героев Земли в покое. После того как он и Коллекционер обманом заставили команды сражаться друг с другом, Грандмастер преуспел в своём истинном плане: захватить Леди Смерть и узурпировать её силы. Он заставил Мстителей принять участие в соревновании с Легионом Нежити, чтобы остановить серию мощных бомб, судьба которых была всем творением. Капитан Америка и Соколиный глаз были единственными двумя героями, которые выжили; остальная часть Мстителей была убита, только чтобы немедленно присоединиться к Легиону. Как только Грандмастер готовился заставлять пару снова сражаться с Легионом, Соколиный Глаз убедил его сложить всё с одной последней игрой чистым шансом. Соколиный глаз держал по одной стреле в каждом кулаке, а подсказки скрывались в его руках. Грандмастер победил бы, если бы выбрал Соколиного глаза, у которого был последний наконечник стрелы. Тот, которого он выбрал, был без головы (Соколиный глаз признаётся Капитану Америка, которого он обманул: он быстро отломил наконечник стрелы, когда Грандмастер выбрал правильную стрелу), и его отвлечение позволило леди Смерть избежать её связей и изгнать Грандмастера из её царства — другими словами, сделать их фактически бессмертными. В награду она вернула умерших Мстителей к жизни.
Он и группа из десяти других старейшин сговорились, чтобы убить Галактуса и перезапустить вселенную; они чувствовали, что, будучи запрещёнными из царства Смерти, они останутся единственными оставшимися в живых, чтобы продолжить свои навязчивые идеи во всей новой вселенной. Грандмастер сражался с Галактусом и Серебряным Сёрфером и был одним из пяти старейшин, захваченных и уничтоженных Галактусом. Пожранные старейшины вызвали «космическое расстройство желудка» Галактуса изнутри, пока они не были вынуждены покинуть его по приказу мастера Порядка и лорда Хаоса. Когда Серебряный Серфер попросил пять старейшен помочь Галактусу победить Посредника, Грандмастер отказался, потому что это свело бы к нулю торжественную ставку, которую старейшины сделали так, чтобы чемпион физически сдерживал его до тех пор, пока битва не закончится. Спустя мгновении, пять старейшен использовали свои Камни Бесконечности, чтобы мгновенно путешествовать очень далеко от Галактуса и его мести.
С тех пор он появлялся в других различных историях, играя в игры, в том числе против Корвака и Канга Завоевателя. В 2004 году Грандмастер организовал встречу Мстителей и Лиги Справедливости в попытке спасти вселенную Marvel от злодея Крона из DC Comics, когда Крона оказался во вселенную Marvel, чтобы получить ответы о происхождении создания. В попытке спасти свою вселенную, Грандмастер бросил вызов Кроне в игре за личность существования во вселенной Marvel, пережившей Большой взрыв. Хотя анти-энергетические силы Кроны были в состоянии легко победить и Грандмастера и Галактуса, Грандмастер заявил, что игра была уловкой и могла использовать собранные предметы, чтобы слить эти две вселенные и заманить их в ловушку Кроны в их «точке соединения». Однако Крона ускорил этот процесс с намерением уничтожить обе вселенные и узнать их секреты. Призрачный незнакомец вёл две команды к Грандмастеру, который показал им правду о реальности, а затем умер. Однако Грандмастер вернулся к жизни, когда реальность была возвращена в норму, и выяснилось, что он играл в игру с Новыми Богами Метрона.
Грандмастер позже воссоздал свою команду под названием «Зловещий Эскадрон», в котором состояли такие персонажи как Доктора Спектрума и Гипериона, чтобы сразиться с Громовержцами Барона Земо. Он использовал этот Эскадрон, чтобы уничтожить несколько источников сверхмерной энергии, известных в совокупности как «Универсальный источник», по-видимому, чтобы помешать Земо контролировать их. В комиксе Thunderbolts #106 Грандмастер был разгромлен Земо в битве за финальный источник. Позже в комиксе Thunderbolts #108 он был воскрешён и сразился с Земо за контроль над Землёй, однако, используя всю силу Земли, которая была предоставлена ему сверхлюдьми Земли, Земо смог отнять у него силы. Земо затем выстрелил Грандмастера в голову, казалось бы, убив его.
Грандмастер возвращается с более детским настроем. Он развивал романтические чувства к героине Людей Икс Искре. С этой целью он выставляет на сцену роллер-дерби, из которого выходят двое её друзей и десятки суперзлодеев. Это возмущает Искру, потому что романтика не включает в себя заботу, казалось бы, смертельно опасной.
Спустя восемь месяцев после сюжетной линии в комиксе Secret Wars в рамках события All-New, All-Different Marvel, Грандмастер сражается с Коллекционером в новом конкурсе чемпионов, чтобы завоевать изо-сферу.

## Силы и способности
Грандмастер описан как существо, обладающее способностью управлять «изначальной силой», излучением, оставшимся от Большого взрыва, и является одним из самых могущественных Старейшин Вселенной. Однако, его сила значительно ниже, чем у Галактуса и Посредника. Подразумевалось, что Грандмастер может в некоторых случаях использовать высокоразвитую технологию, чтобы увеличить свои способности и совершать подвиги, которые обычно могут быть для него полезными. Хотя масштабы этого неизвестны, известно, что у Грандмастера есть доступ и овладение техникой, намного превосходящей человеческое понимание.
Грандмастер обладает космической жизненной силой, которая делает его практически бессмертным, включая иммунитет к старению, болезни, яду и непроницаемости к обычным ушибам путём регенерации любого ущерба. Он может выжить и путешествовать в космосе без посторонней помощи и без еды, питья или воздуха. Он может использовать свою космическую жизненную силу для различных эффектов, включая левитацию, проекцию взрывов космической энергии, телепортацию в пространстве и времени и в альтернативные измерения, регулировку своей высоты, контроль времени для взаимодействия с существами, движущимися со сверхчеловеческой скоростью, или трансформацию и перестановку материи в планетарном масштабе. Возможно, его самой страшной способностью является его власть над жизнью и смертью. Грандмастер может «воскрешать» смерть подобного существа. Неизвестно, сможет ли он убить подобного виртуального бессмертного существа. Он может также «воскрешать» подобное существо независимо от того, насколько сильно он ранен или исцелён лицом на грани смерти. Он не может воскрешать подобное практически бессмертное существо, питаемое «космической жизненной силой», как он сам или любой, кто умер за определённый момент времени. В заключении, он может временно отдать эти силы другому существу. В настоящее время, из-за его махинаций против Смерти, он и другие Старейшины не могут умереть.
У него высокоразвитый сверхчеловеческий интеллект, обладающий обширными знаниями и пониманием и теории игр далеко за пределами современной Земли, а также энциклопедические знания о тысячах экзотических игр, сыгранных во вселенной. Он может вычислять различные низкие вероятности информации в пределах десятой доли секунды и запоминать бесчисленные правила и данные. Он также обладает определёнными экстрасенсорными способностями умственного восприятия за пределами тех, которые известны в настоящее время, что позволяет ему ощущать вещи вокруг своего окружения, не обнаруживаемые нормальными чувствами, и поддерживает психическую связь с высокоразвитыми компьютерами его базового мира, которые расширяют и усиливают его умственные способности.
Грандмастер имеет доступ к различным экзотическим внеземным устройствам по мере необходимости, включая звездолеты.

## Вне комиксов

### Кино
- Грандмастер ненадолго появляется в анимационном фильме «Планета Халка». Он был замечен в Колизее, наблюдая, как Халк и его друзья сражаются. Он находится на заднем плане, когда Красный король произносит свою первую речь.
- Появляется в псевдодокументальной короткометражке «Команда Дэррила», вышедшей 20 февраля 2018 на цифровых площадках и 6 марта 2018 на физических носителях. Джефф Голдблюм воплотил образ Грандмастера[22].
- Джефф Голдблюм исполнил роль Грандмастера в фильме «Тор: Рагнарёк»[23][24][25].
- Грандмастер впервые появляется в фильме «Стражи Галактики. Часть 2» в сценах после титров в эпизодической роли[26].

### Телевидение
- Грандмастер появляется в мультсериале «Фантастическая четвёрка: Величайшие герои мира» в эпизоде «Конкурс чемпионов», озвучен Френчом Тикнером. Он настраивает Фантастическую четверку сразится против Супер-Скрулла, Ронана Обвинителя, Невозможного человека и Аннигилуса в турнире.
- Грандмастер появляется в мультсериале «Отряд супергероев» в эпизоде «Те, кого поглотит Вечность!», озвучен Джоном О’Харли. Он и Танос играют друг против друга, используя Ночного ястреба, Принцессу силы и Гипериона против Железного человека, Алой Ведьмы и Халка.
- Грандмастер появился в мультсериале «Великий Человек-паук: Паутинные войны» в эпизоде «Конкурс чемпионов»[27], озвучен Джеффом Беннеттом. Он ставит себя в титульный «Конкурс чемпионов» со своим братом Коллекционером в качестве хозяина игр, чтобы увидеть, превосходит ли его добро или зло.
- Грандмастер появляется в мультсериале «Стражи Галактики» в эпизоде «Возьми Милано и беги», озвучен Джейсоном Спайсэком. Он показывает, что он владеет космической станцией под названием «Конъюнкция». В эпизоде «Космические ковбои» Грандмастер и Коллекционер оказываются братьями, которые оба пытаются убить друг друга.
- В 2021 году, Грандмастер, озвученный Джеффом Голдблюмом, появился в первом сезоне анимационного сериала «Что, если…?»: в седьмом эпизоде — «Что, если… Тор был бы единственным ребёнком?» и в восьмом эпизоде «Что, если… Альтрон победил бы?».

### Видеоигры
- Грандмастер появляется в игре «Marvel Super Hero Squad: The Infinity Gauntlet», озвучен Джоном О’Харли. Росомаха и Железный человек в конечном итоге соревнуются на игровом шоу Грандмастера, чтобы получить драгоценный Камень Души.
- Грандмастер появляется в игре «Marvel Super Heroes 3D: The Grandmaster Challenge». Он организовывает игру с участием Человека-паука, Росомахи, Капитана Америки, Тора, Железного человека и их врагов Доктора Дума, Ящера, Джаггернаута, Красного Черепа и нескольких Стражей.
- Грандмастер является одним из главных злодеев в мобильной игре Marvel: Contest of Champions.